# Mauricio García Ezcurra
Mauricio García Ezcurra (Pamplona, 26 de juny de 1893 - Madrid, 1 de maig de 1939) va ser un guàrdia civil i militar espanyol.

## Biografia
Nascut en Pamplona el 26 de juny de 1893, va ingressar en la Acadèmia d'Infanteria de Toledo el 1910. Posteriorment va ingressar en la Guàrdia Civil. El juliol del 1936 ostentava la graduació de comandant i es trobava destinat en la comandància de Guipúscoa, oposant-se activament a la revolta militar. García Ezcurra va liderar l'assalt a l'hotel «María Cristina», un dels nuclis de la revolta a Sant Sebastià. Després de la conquesta de Guipúscoa pels «nacionals» es va retirar a França, tornant posteriorment a Catalunya. Al llarg de la contesa va ostentar el comandament de la 138a Brigada Mixta i d'una divisió d'Assalt.
Capturat pels franquistes al final de la guerra, va ser afusellat a Madrid l'1 de maig de 1939.